# Уейн (окръг, Пенсилвания)
Вижте пояснителната страница за други значения на Уейн.
Окръг Уейн (на английски: Wayne County) е окръг в щата Пенсилвания, Съединени американски щати. Площта му е 1945 km², а населението - 51 205 души (2017). Административен център е град Хоунсдейл.